# Federico Bongioanni
Federico Bongioanni (Córdoba, Argentina, 6 de noviembre de 1978) es un exfutbolista argentino. 

## Trayectoria
Fue parte de diversos clubes sudamericanos de Argentina, Bolivia, Chile, Ecuador y Venezuela. 
En 2009 es despedido de Aurora de Bolivia a pesar de su buen rendimiento, por lo cual denunció al club ante la FIFA. Posteriormente acepta para jugar en Venezuela con el Deportivo Anzoátegui.
En 2010 firma en el Central Norte del Torneo Argentino B.
Actualmente, y tras su retiro del fútbol, se desempeña como coordinador de divisiones inferiores del Club Atlético Huracán de Córdoba.

## Clubes
| Club                      | País      | Año       |
| ------------------------- | --------- | --------- |
| Instituto de Córdoba      | Argentina | 2001-2002 |
| Huachipato                | Chile     | 2002-2004 |
| Universidad de Concepción | Chile     | 2005      |
| Aucas                     | Ecuador   | 2006      |
| Talleres de Córdoba       | Argentina | 2006-2007 |
| Deportes Concepción       | Chile     | 2007      |
| Aurora                    | Bolivia   | 2008-2009 |
| Deportivo Anzoátegui      | Venezuela | 2009      |
| Central Norte             | Argentina | 2010      |
| General Paz Juniors       | Argentina | 2010      |